# 国际野生生物保护学会
国际野生生物保护学会（英語：Wildlife Conservation Society；简称WCS）是世界上著名的非营利性组织之一，成立于1895年，原名纽约动物学会，总部设在美国纽约布朗克斯動物園。WCS致力于保护野生生物和自然栖息地，目前在亚洲、非洲、美洲的64个国家开展工作。

## 历史
国际野生生物保护学会的历史可追溯到1895年4月26日建立的纽约动物学会（New York Zoological Society）。华盛顿国家动物园的奠基人，自然学家威廉·坦普尔·霍纳迪挑选纽约的布朗克斯区为动物园原址，于1899年11月8日开工建园，即布朗克斯動物園。它成为WCS的总部。1902年，WCS接管了纽约水族馆，继而在曼哈顿建立炮台公园（Battery Park）， 20世纪50年代中期，WCS在布鲁克林康尼岛（Coney Island）建立了一座新的水族馆。

## 愿景与使命
在WCS的中文网站上，该学会的愿景和使命叙述如下。
WCS的愿景：
崇尚和热爱生命的多样性，与野生动物持续共存，维持自然界的完整性。
WCS的使命：
通过了解关键问题、制定科学解决方案、采取有利于大自然和人类的保护行动，拯救野生生物和自然栖息地。

## 保护目标
该学会称，到2016年，他们将保护一批标志性的濒危物种和全球仅存的60个最好的荒野栖息地，作为承载全球25%的内陆和海洋野生生物的避难所。同时将进一步建立战略同盟，共同应对全球自然保护领域的四大挑战，即：自然资源开发；保护、持续发展和民生问题；野生动物健康以及气候变化。

## WCS在中国
1996年，WCS在上海建立了中国项目办公室，2005年，中国项目的总部转移到北京。到2009年底，WCS中国项目一共有4个办公室，分别是北京办公室、拉萨办公室、珲春办公室和广州办公室。
WCS于2008年启动了中国首个针对野生生物保护与执法的“中国边境野生生物卫士奖”，旨在激励打击盗猎、控制野生生物跨国界非法贸易，为中国野生生物保护做出重要贡献的集体和个人。
WCS目前在中国开展了十余个项目，如在西部青藏高原开展有蹄类保护，在东北地区开展跨国界东北虎保护，在长江中下游地区参与扬子鳄和斑鳖的保护，在华南地区开展减少野生生物消费和贸易以及野生动物保护宣传教育项目。WCS首席科学家乔治·夏勒博士于20世纪80年代开始长期在四川和羌塘开展大熊猫与高原有蹄类的保护工作，也曾在中国进行过雪豹调查。
WCS在中国保护的主要物种包括：
- 野生东北虎：1998年，WCS在中国启动了东北虎保护项目，在吉林和黑龙江积极致力于东北虎的野外保护、恢复和重建工作。WCS目前正在实施一项跨国界东北虎保护项目，吸引更多的东北虎“回家”。WCS希望在十年之内，让中国的野生东北虎数量增加一倍。与此同时，WCS参与和组织了“2010年老虎文化节”及“拯救行动——百名志愿者巡山清套保护野生东北虎”大型公益活动，号召公众关爱野生动物，保护东北虎。[5]
- 扬子鳄：扬子鳄是世界上体型最小、最濒危的鳄鱼种类，分布在中国东部长江南岸的沼泽地中。2007年6月，WCS与众多单位合作，将6条人工繁育的扬子鳄野外放归至上海崇明岛东滩湿地公园。2008年，它们进行了首次产卵，繁殖出了15条扬子鳄幼体。[6]
- 藏羚羊：藏羚羊有着世界上最好的羊绒，可以编织成昂贵的沙图什披肩然后卖给西方的上流社会。WCS的科学家乔治·夏勒博士最早揭露了偷猎背后的血腥贸易并公布于众，使得国际社会一片哗然，从而推动了政府对藏羚羊的保护。[1][7]
- 雪豹：WCS是最早进行雪豹调查研究的保护组织，其所管理的纽约布朗克斯动物园也早在1903年开始饲养雪豹，并成功进行人工繁殖与谱系记录。1971年，WCS首席科学家乔治·夏勒博士在巴基斯坦拍到了史上首张野生雪豹的照片。夏勒博士也曾在中国的新疆、西藏等地进行过雪豹调查。[1][7]